# Subprotelater
Subprotelater is een geslacht van kevers uit de familie  
kniptorren (Elateridae).
Het geslacht is voor het eerst wetenschappelijk beschreven in 1916 door Fleutiaux.

## Soorten
Het geslacht omvat de volgende soorten:
- Subprotelater bakeri Fleutiaux, 1916
- Subprotelater hisamatsui Nakane, 1987
- Subprotelater japonicus Nakane & Hisamatsu, 1991
- Subprotelater williamsi Van Zwaluwenburg, 1942